# Dura jezik
Dura jezik (ISO 639-3: drq; ), nekadašnji jezik kojim su nekada govorili pripadnici naroda Dura u nepalskoj zoni Gandaki, distrikt Lamjung. Pripadnici etničke grupe danas govore nepalskim [nep].
Klasificira se u tibetsko-burmanske jezike i jedini je predstavnik zapadnobodijske podskupine. Etnička populacija iznosi 3 397 (2001 popis).

## Vanjske poveznice
- Ethnologue (14th)
- Ethnologue (15th)